# Sobrado (Brasil Colônia)
| |  | |
| Sobrados coloniais da antiga Rua dos Judeus, no Recife. Os sobrados pernambucanos chegavam a ter seis andares. |  | Aspecto de uma rua em Paraty com casas de perfil colonial. Algumas têm um só pavimento e outras são sobrados de dois pavimentos. |

O sobrado, no Brasil Colonial, era uma habitação de dois ou mais pavimentos que possuía espaço "sobrado" ou "ganho" devido à presença de pelo menos um soalho suspenso.
Neste tipo de habitação urbana, o pavimento térreo era utilizado como loja ou para acomodação dos escravos e animais, enquanto os pavimentos superiores eram destinados a escritórios e armazéns, alcovas e cozinha.
Além do número de pavimentos, a diferença fundamental entre o sobrado e as casas térreas consistia no tipo de piso: assoalhado no sobrado e de chão batido na casa térrea. No período colonial, habitar um sobrado significava riqueza, e habitar casa de chão batido caracterizava pobreza.

## Características gerais
Nas vilas e cidades do Brasil Colonial, grande parte das residências era de um só pavimento, enquanto as mais nobres podiam ter um segundo pavimento — sendo então chamadas sobrados — ou até mais, podendo atingir quatro pavimentos em alguns centros importantes, como Recife, Salvador e São Luís. As casas no Brasil eram em geral de alvenaria de pedra ou taipa de pilão com paredes divisórias de pau a pique, com exceção de Pernambuco, onde era mais comum o uso do tijolo. A cantaria de pedra, quando existente, se limitava aos cunhais (esquinas) da casa. O piso térreo tinha chão de terra batida, enquanto os demais pavimentos tinham pisos de tabuado de madeira. O térreo era utilizado para atividades comerciais, depósito, cocheiras e aposentos de escravos, tendo também um corredor que levava ao quintal nos fundos e uma escada que levava ao piso superior. O segundo pavimento — pavimento nobre — era em geral dedicado à habitação. Este se organizava com um grande salão que dava para a rua, do qual saía um corredor que tinha de cada lado pequenos quartos sem aberturas ao exterior (alcovas). O perfil das janelas era retangular ou em arco abatido, emolduradas em madeira ou, mais raramente, em pedra. Os pavimentos nobres podiam ter sacadas com gradis de ferro trabalhado. As janelas superiores também podiam ser cobertas com muxarabis ou treliças de madeira, enquanto que as janelas de vidro só passaram a ser comuns no final do século XVIII. Os telhados eram de duas ou quatro águas com beiral, às vezes com alguma ornamentação discreta como uma suave curvatura e telhas em bico nos cantos do telhado.

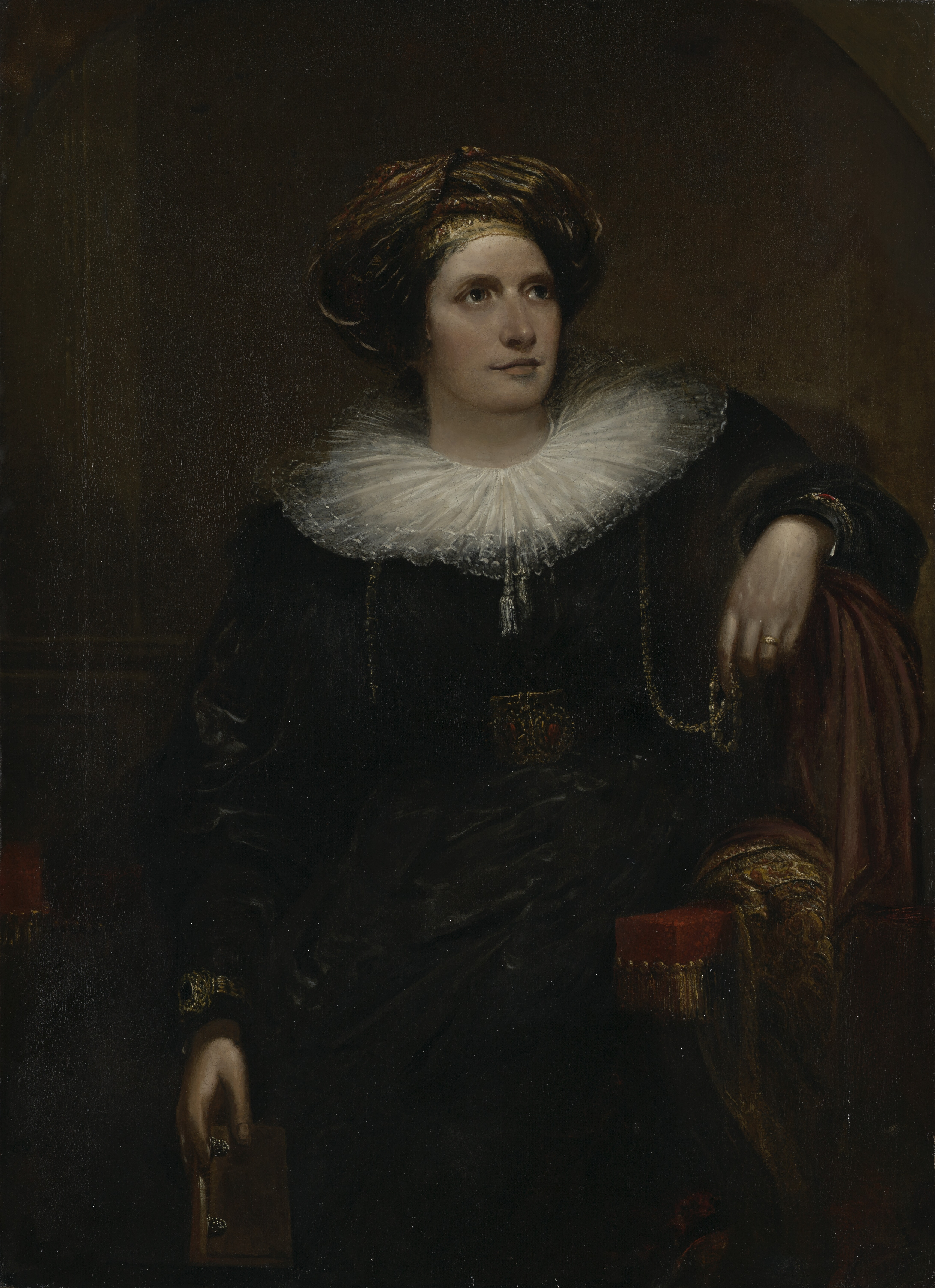
A escritora inglesa Maria Graham descreveu suas impressões acerca da arquitetura civil de três centros urbanos brasileiros.

Um dos relatos mais contundentes acerca da arquitetura civil do Brasil Colônia é o da escritora inglesa Maria Graham, que esteve nos três principais centros econômicos brasileiros à época (Recife, Salvador e Rio de Janeiro). Na sua obra Diário de uma viagem ao Brasil e de uma estada nesse país durante parte dos anos de 1821, 1822 e 1823, estão as suas impressões ao visitar Recife, Salvador e Rio de Janeiro — recém-saídas do período colonial.
No Recife, a primeira urbe visitada por Maria Graham no Brasil, a altura dos sobrados coloniais chamou sua atenção: "As ruas são calçadas em parte com seixos azulados da praia e parte com granito vermelho ou cinzento. As casas são de três ou quatro andares [quatro ou cinco pavimentos], feitas de pedra clara e são todas caiadas, com as molduras das portas e janelas de pedra parda. O andar térreo consiste em lojas ou alojamentos para negros ou cavalariças, o andar de cima é geralmente adequado para escritórios e armazéns. Os apartamentos para residência são mais acima, ficando a cozinha geralmente no alto. Por este meio a parte inferior da casa conserva-se fresca. Fiquei surpreendida por verificar quanto era possível sair de casa sem sofrer os malefícios do calor estando tão próximo ao equador, mas a constante brisa marítima que aqui se faz sentir diariamente às 10h, mantém uma temperatura sob a qual é sempre possível fazer exercício. (...) Não pode haver nada mais belo no gênero do que o vivo panorama verde, com o largo rio sinuoso através dele, e que se avista de cada lado da ponte, e as construções brancas do Tesouro e Casa da Moeda, os conventos e as casas particulares, a maioria das quais com seu jardim".
Em Salvador, teceu o seguinte relato: "A rua pela qual entramos através do portão do arsenal ocupa aqui a largura de toda a cidade baixa da Bahia, e é sem nenhuma exceção o lugar mais sujo em que eu tenha estado. (...) Nessa rua estão os armazéns e os escritórios dos comerciantes, tanto estrangeiros quanto nativos. As construções são altas, mas não tão belas nem tão arejadas como as de Pernambuco. (...) Acompanhei Miss Pennell numa série de visitas a seus amigos portugueses. (...) Em primeiro lugar, as casas, na maior parte, são repugnantemente sujas. O andar térreo consiste geralmente em celas para os escravos, cavalariças, etc., as escadas são estreitas e escuras e, em mais de uma casa, esperamos em uma passagem enquanto os criados corriam a abrir portas e janelas das salas de visitas e a chamar as patroas que gozavam os trajes caseiros em seus quartos. (...) Pela sua elevação e pela grande inclinação da maior parte das ruas, [a cidade alta] é incomparavelmente mais limpa que o porto. A catedral, dedicada a São Salvador, é uma bela construção e fica de um lado da praça onde estão o palácio, a cadeia e outros edifícios públicos".
E, finalmente, sobre o Rio de Janeiro, que experimentava as transformações advindas da transferência da corte portuguesa para o Brasil, disse: "Passei o dia pagando e recebendo visitas na vizinhança. As casas são construídas em grande parte como as do sul da Europa. Há geralmente um pátio, de um lado do qual fica a casa de residência. Os outros lados são formados pelos serviços e pelo jardim. Algumas vezes o jardim fica logo junto à casa. É o que se dá geralmente nos subúrbios. Na cidade muito poucas casas ostentam sequer o luxo de um jardim. (...) A cidade do Rio é uma cidade mais europeia do que Bahia ou Pernambuco. As casas são de três ou quatro pavimentos, com tetos salientes, toleravelmente belas. As ruas são estreitas, pouco mais largas do que o Corso em Roma, com o qual uma ou duas têm um ar de semelhança, especialmente nos dias de festa, quando as janelas e balcões são decorados com colchas de damasco vermelho, amarelo ou verde. Há duas praças muito belas, além da do Paço. Uma, outrora Roça [Rossio], hoje da Constituição, à qual dão uma aparência muito nobre o teatro, alguns belos quartéis e belas casas, atrás dos quais os morros e montanhas dominam dos dois lados. A outra, o Campo de Sant'Ana, é extremamente extensa, mas está inacabada".